# Plantago maritima subsp. serpentina
Plantago maritima subsp. serpentina é uma subespécie de planta com flor pertencente à família Plantaginaceae. 
A autoridade científica da subespécie é (All.) Arcang., tendo sido publicada em Compendio della Flora Italiana 499. 1882.

## Portugal
Trata-se de uma subespécie presente no território português, nomeadamente em Portugal Continental.
Em termos de naturalidade é nativa da região atrás indicada.

## Protecção
Não se encontra protegida por legislação portuguesa ou da Comunidade Europeia.